# VII wojna austriacko-turecka
Siódma wojna austriacko-turecka – wojna toczona w latach 1735–1739. 
Początkiem wojny stały się ataki chana krymskiego na terytorium rosyjskie. Pod wyraźnym naciskiem Rosji Austria wypowiedziała Imperium Osmańskiemu wojnę. Jednak zarówno ani jeden ani drugi kraj nie mogły poszczycić się większymi sukcesami w tej wojnie. Celem Rosjan było zdobycie Konstantynopola, natomiast Austriacy zamierzali zdobyć prowincje przygraniczne Turcji. Rosja chciała odrodzenia Bizancjum. Oba cele nie zostały jednak osiągnięte.
Po porażce w bitwie pod Grocką w lipcu 1739 Austria zawarła z Turcją traktat pokojowy, który zmusił Rosję także do zakończenia wojny. Dnia 18 września 1739 Austria i Turcja zawarły pokój w Belgradzie, 29 września 1739 Rosja zakończyła wojnę z Turcją traktatem w Niszu.